# Метлов, Владимир Иванович
Влади́мир Ива́нович Метло́в (род. 8 ноября 1936, Тула) — советский и российский философ, специалист в области теории диалектики, методологии науки, истории философии. Доктор философских наук, профессор кафедры онтологии и теории познания философского факультета МГУ им. М. В. Ломоносова.

## Биография
Окончил философский факультет МГУ (1963).
- В 1963—1977 годах работал в Горьковском политехническом институте им. А. А. Жданова
- В 1972—1973 учебном году стажировался во Франции (Парижский университет, Коллеж де Франс, Высшая нормальная школа)
- С 1977 по 2007 год — заведующий кафедрой философии Московского (Российского) химико-технологического института им. Д. И. Менделеева
- 1988 — в течение двух месяцев стажёр-исследователь в Кембриджском, Оксфордском, Эдинбургском университетах, Лондонской школы экономики и политики (Великобритания)
- В 1991 году работал в качестве приглашённого профессора философского факультета Университета Ниццы во Франции
- С 2003 года работает в МГУ

Кандидатская диссертация — «Теория эмпирического познания Джона Венна» (1967). Докторская диссертация — «Основания научного знания как проблема философии и методологии науки» (1984).

## Основные работы
- Индуктивизм и дедуктивизм как методы анализа структуры научного знания // Вопросы философии. 1969. № 10
- О понятии «философские проблемы науки» // Философия. Методология. Наука. М., 1972
- Диалектика оснований и развития научного знания // Вопросы философии. 1976. № 1
- Критический анализ эволюционного подхода к теории познания К. Поппера // Вопросы философии. 1979. № 7
- Практическая опосредованность предмета познания и его отражение // Диалектика и практика. Вопросы теории социального отражения. М., 1984
- Основания научного знания как проблема философии и методологии науки. М., 1987
- И. Г. Фихте и наше время // Фихте и конец XX в. Уфа, 1992
- Русская идея // Вестник Московского университета, 1994. № 1;
- Лосев как диалектик // Материалы Международной конференции. Уфа, 1994
- Диалектика в современном мире // Философия и общество. 1997. № 3
- Декарт, Кант, Гуссерль // Декарт накануне XXI столетия. М., 1998
- Постмодернизм перед судом философии // Философия и общество. 1998. № 2
- О некоторых проблемах социального познания // Беларусь и Россия: цивилизационные приоритеты. Минск, 1999
- Этюд о диалектике // Новые идеи в философии. Пермь, 2000
- Присутствие Канта в современной философии // Философия и общество. 2003. № 4
- Маркс и образ современной науки // Новые идеи в философии. Вып. 14. Т. 1. Пермь, 2005
- Глобализм, антиглобализм и средства массовой информации // Роль информации в формировании и развитии социума в историческом прошлом. М., 2004;
- Диалектика и современное научное познание // Философия и общество. 2005. № 4.
- Проблемы взаимоотношения философского и научного (к опытам создания философии науки) // Философия и общество. 2010. № 3;
- О некоторых опытах осовременивания марксизма // Философия и общество. № 4. 2011;
- Онтология и диалектика // Актуальные проблемы онтологии и теории познания. М., 2012
- Единство знания, историзм, истина // Проблемы исторического познания. М.: ИВИ РАН, 2012.